# Klara iz Montefalca
Klara iz Montefalca (Klara od Križa, tal. Chiara da Montefalco, Chiara della Croce; Montefalco, oko 1268. – Montefalco, 17. kolovoza 1308.), talijanska redovnica augustinka, mističarka i svetica.

## Životopis
Rođena je u uglednoj obitelji oko 1268. Od 1275. bila je, uz stariju sestru, članica franjevačkog svjetovnog reda, a 1290. ulazi u augustinski samostan svetog Leonarda (kasnije Svetog Križa) gdje je kasnije obnašala i dužnost poglavarice. U početku nije prihvatila tu dužnost, ali je kasnije ipak prihvatila na zahtjev biskupa Spoleta. 
Doživjela je mnoga viđenja i ekstaze, a najpoznatije je ono na Bogojavljenje 1294. Postala je glasovita po svojim mudrim savjetima i odgovorima istaknutim filozofima, teolozima, kardinalima i znanstvenicima. Njezinom je zaslugom bila otkrivena krivovjerna sekta "Duh slobode" koja je po Umbriji širila kvijetističke zablude. 1303. godine je osnovala crkvu u Montefalcu i posvetila Svetom Križu.
Umrla je 17. kolovoza 1308. godine. Blaženom je proglašena 13. travnja 1737., a svetom 8. prosinca 1881. Prikazuje se sa simbolima Kristove muke. Tijelo joj je ostalo neraspadnuto.